# رضوان شريفي
رضوان شريفي (ولد في 22 شباط / فبراير 1993) هو لاعب كرة قدم جزائري يلعب مع الإسماعيلي باعتباره كمدافع.

## وصلات خارجية
- رضوان شريفي على موقع قاعدة بيانات كرة القدم.إي يو (الإنجليزية)
- رضوان شريفي على موقع ناشيونال فوتبول تيمز (الإنجليزية)
- رضوان شريفي على موقع Soccerway.com (الإنجليزية)
- رضوان شريفي على موقع أوليمبيديا (الإنجليزية)